# Orasema peckorum
Orasema peckorum (лат.) — вид паразитических наездников рода Orasema из семейства Eucharitidae. Паразитоиды личинок и куколок муравьев. Назван в честь чешско-канадских энтомологов Stuart Peck и Jarmila Kukalova-Peck за их крупный вклад в науку о насекомых.

## Распространение
Встречаются в Неотропике: Бразилия.

## Описание
Мелкие хальцидоидные наездники, длина 4,87 мм. От близких видов отличается следующими признаками: верхняя губа с 8 пальцами, лоб морщинистый, нижняя часть лица неравномерно морщинистая, скапус и ноги жёлтые, мезосома грубо морщинисто-ареолчатая и голубовато-зелёная с красноватыми пятнами, передние крылья волосистые, но базальная область и зеркальце голые, а зеркальце закрыто базально широкой полосой щетинок. Базальная треть заднего крыла в микрощетинках и костальная ячейка с разбросанными щетинками в апикальной половине. Ближе всего к O. lasallei и O. vasqueszi, но у них отчетливо ребристый лоб. Предположительно как и другие близкие виды паразитоиды личинок и куколок муравьев 
Вид был впервые описан в 2020 году американскими гименоптерологами Джоном Хэрати и Остином Бейкером (Department of Entomology, University of California, Riverside, США).